# عمر العشرة
عمر عبد الرحمن العشرة مواليد 22 أبريل 1994 في ، السعودية، هو لاعب كرة قدم سعودي.

## مسيرة اللاعب
لعب في الفئات السنية في نادي التعاون و لعب بعدها مع نادي البكيرية ونادي النجمة.